# 27-ма танкова дивізія (Третій Рейх)
27-ма танкова дивізія (нім. 27. Panzer-Division) — танкова дивізія вермахту у Другій світовій війні.

## Історія
Дивізія була створена восени 1942 року з бойової групи «Міхалік» 22-ї танкової дивізії і резервів Генерального штабу у складі 2-ї армії. Загальна чисельність дивізії ледь досягала 3000 чоловік. Спочатку її підрозділи виконували функції резервів і поліцейських частин на окупованих територіях. Під час радянського наступу дивізія була розбита і розсіяна. Її окремі частини воював у складі 2-ї німецької, 8-ї італійської, 1-ї та 2-ї угорських армій під Воронежом, Ворошиловградом, Харковом та в Донбасі. До кінця року в дивізії залишилося всього 11 танків (ще 20 її танків перебували при штабі 2-ї німецької армії). До 8 лютого 1943 року ряди дивізії налічували приблизно 1590 осіб (127-му танковому саперному батальйоні залишилися всього 1 офіцер і 35 солдатів; в 1-му батальйоні 140-го танкового гренадерського полку — 5 офіцерів і 165 солдатів). Дивізія була розформована, її частини пішли на поповнення інших танкових дивізій.

## Командири
- Оберст Гельмут Міхалік (1 жовтня — 29 листопада 1942)
- Оберст Ганс Трегер (30 листопада 1942 — 25 січня 1943)
- Оберст Йоахім фон Кронгельм (26 січня — 15 лютого 1943)

## Бойовий склад
- 127-й танковий полк
  - 127-й танковий батальйон (колишній 3-й батальйон 204-го танкового полку 22-ї танкової дивізії)
- 140-й танковий гренадерський полк (2 батальйону 22-ї танкової дивізії)
- 127-й танковий артилерійський полк
  - 1-й дивізіон колишнього 677-го артилерійського полку резерву Генштабу
  - 2-й дивізіон колишнього 677-го артилерійського полку резерву Генштабу
  - 1-й дивізіон 140-го артилерійського полку 22-ї танкової дивізії
  - 1-й дивізіон 51-го артилерійського полку резерву Генштабу
- 127-й дивізіон винищувачів танків (колишній 560-й дивізіон резерву Генштабу)
- 127-й танковий саперний батальйон (колишній 260-й батальйон 260-ї піхотної дивізії)
- 27-й танковий розвідувальний батальйон
- 127-й танковий батальйон зв'язку